# Chéneau
 (novembre 2023).
Si vous disposez d'ouvrages ou d'articles de référence ou si vous connaissez des sites web de qualité traitant du thème abordé ici, merci de compléter l'article en donnant les références utiles à sa vérifiabilité et en les liant à la section « Notes et références ».
Un chéneau est un conduit en métal (généralement en zinc, parfois en cuivre qui s'autoprotège face à la corrosion), éventuellement en pierre ou en terre cuite, collectant les eaux pluviales à la base de la toiture ou entre deux versants, pour en permettre l'évacuation vers les tuyaux de descente ou les gargouilles.

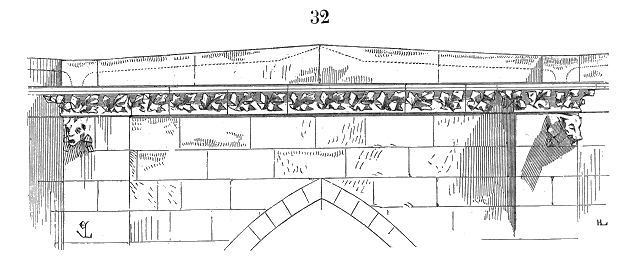
Chéneau du cloître de la cathédrale de Toul.

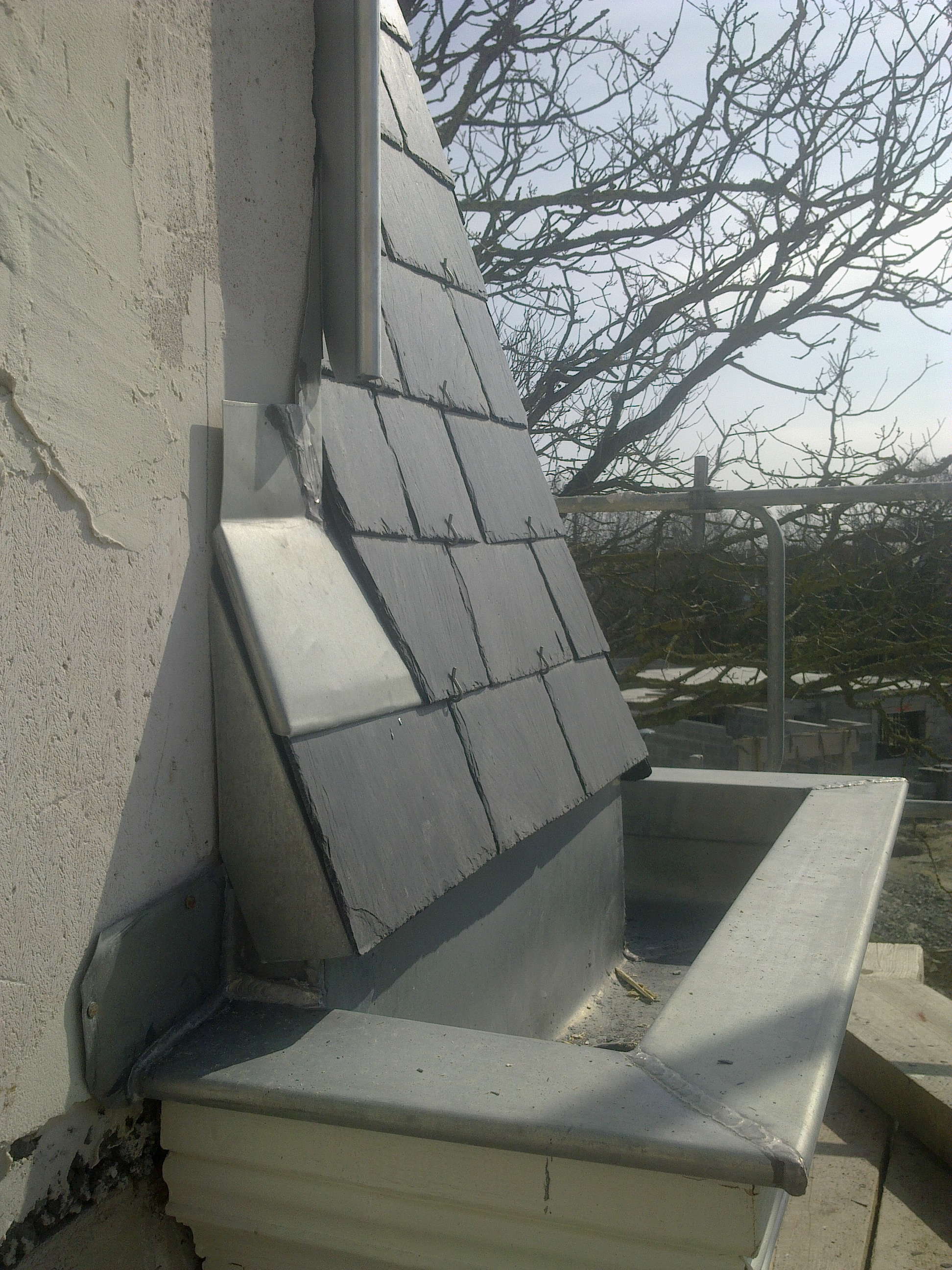
Chéneau comprenant des corbelets en bois et un habillage intérieur en zinc.

La gouttière, quant à elle, est en général un petit chéneau suspendu par des crochets.
On distingue :
- le chéneau, d'environ 30 cm de large avec un « lit » de plâtre sur entablement en pierre. On peut marcher dedans pour son entretien ;
- le chéneau à l'anglaise, sans lit de plâtre, d'une largeur moindre, avec un support métallique posé sur l'entablement. On ne peut marcher dedans, il est donc plus difficile d'accès ;
- la gouttière pendante, suspendue par des crochets, qui équipe la plupart des maisons individuelles.

Sur les immeubles parisiens, on voit beaucoup de chéneaux simples et à l'anglaise.
Dans l'architecture grecque antique, on parle de sima.
En Suisse et en région lyonnaise, le terme « cheneau », au féminin et sans accent, est souvent utilisé pour dénommer une gouttière.